# Louise Bachelet
Pour les articles homonymes, voir Bachelet.
Louise Bachelet est une militante socialiste et exploratrice française du XIXe siècle.

## Biographie
Aventurière, elle se trouve à Montevideo lorsque la ville est assiégée par les troupes argentines (1840). Passionnée par les travaux de Charles Fourier, cherchant une vie communautaire, elle rejoint la colonie d'Oliveira, fondée au sud du Brésil en Santa Catarina, par le docteur Mure. Elle parvient alors, sur un navire de guerre brésilien, à forcer le blocus argentin pour atteindre la péninsule de Sahy où se situe le phalanstère. Elle en décrit le fonctionnement dans l'ouvrage qu'elle publie à son retour en 1842 et participe alors à la fondation du phalanstère de Condé-sur-Vesgre.

## Publication
- Phalanstère du Brésil. Voyage dans l'Amérique méridionale, 1842